# Gaétan Albert-Poulain
Ne doit pas être confondu avec Albert Poulain.
Pour les articles homonymes, voir Poulain (homonymie).
Gaétan Albert-Poulain, né à Angers (Maine-et-Loire), le 18 juin 1866 et mort le 19 mars 1916 à Paimbœuf (Loire-Inférieure) est un homme politique français.

## Biographie
Il a d'abord exercé le métier d'ouvrier-mécanicien, avant d'entrer en politique, aux côtés de Jean-Baptiste Clément. Il était secrétaire général de la Fédération nationale des ouvriers métallurgistes de France. 
Sa notoriété est probablement due au fait qu'il était rédacteur en chef du Socialiste ardennais. Il fut élu député de la 2e circonscription de Mézières le 22 mai 1898 en remportant au 2e tour l'élection face au député sortant, Adrien de Wignacourt. Et ceci en pleine affaire Dreyfus qui soude les républicains face à l'excessive violence des partis nationalistes. 
Il participe à la création d'un groupe parlementaire socialiste à l'Assemblée, avec notamment Alexandre Millerand, André Berthelot, Eugène Fournière, Jules-Louis Breton, et Alexandre Zévaès.
Réélu en 1902, il fut membre de la Commission d'assurance et de prévoyance sociales à l'Assemblée nationale.
En 1914, son fils et son gendre sont appelés pour combattre l'Allemagne. Malgré son âge, il s'engage avec eux, mais sera contraint au repos forcé à Pornic, où il décéda.
Son éloge funèbre a été prononcé par Paul Deschanel.
Une rue porte son nom à Charleville-Mézières et à Nouzonville, dans les Ardennes.

## Sources
- « Gaétan Albert-Poulain », dans le Dictionnaire des parlementaires français (1889-1940), sous la direction de Jean Jolly, PUF, 1960 [détail de l’édition]